# 三角洲0100
三角洲0100（英語：Delta 0100）系列（也包括三角洲100、0300或300系列）是美國消耗性發射系統，在1968年至1972年之間進行了軌道發射。它是三角洲火箭家族的成員，並且首次使用四位數指定數字代碼。飛行了兩個變體，分別命名為三角洲0300和三角洲0900。
長坦克雷神（Thor）導彈的拉伸版，被用作三角洲0100系列的第一階段。附有Castor-2固體火箭助推器，以在起飛時增加推力，0300型號為3枚，0900型號為9枚。第二階段是DeltaF。
發射了五枚0100系列火箭，其中三枚使用0300配置，兩枚使用0900配置。所有發射均來自范登堡空軍基地的2W太空發射綜合體。發生了一次故障，即1973年7月16日發射了ITOSE。液壓泵故障導致第二級姿態控制推進器失去壓力，導致運載火箭跌落並在大氣中破裂。